# Minszat al-Maghalika
Minszat al-Maghalika – miejscowość w Egipcie, w muhafazie Al-Minja. W 2006 roku liczyła 13 476 mieszkańców.